# پتریگنانو
پتریگنانو (به ایتالیایی: Petrignano del Lago) یک منطقهٔ مسکونی در ایتالیا است که در کاستیلیونه دل لاگو واقع شده‌است. پتریگنانو ۲۴۳ نفر جمعیت دارد و ۳۳۸ متر بالاتر از سطح دریا واقع شده‌است.